# Leo J. Frachtenberg
Leo Joachim Frachtenberg (1883–1930) fou un antropòleg que va estudiar les llengües ameríndies. Va rebre el seu doctorat de la Universitat de Colúmbia el 1910 de Franz Boas per les llengües coos d'Oregon. Altres idiomes amb els quals va treballar foren el chimakuan i Shasta. Igual que Boas i el seu contemporani Edward Sapir era jueu. Frachtenberg va ajudar Franz Boas per produir l'obra del Bureau of American Ethnology, el Handbook of American Indian Languages, BAE Bulletin 40, i també va escriure "Alsea Texts and Myths", BAE Bulletin 67.

## Obres publicades
- Andrade, Manuel J.; & Frachtenberg, Leo J. (1931). Quileute texts. Columbia University contributions to anthropology (Vol. 12). Nova York: Columbia University Press.
- Bernstein, Jay H. (2002) “First Recipients of Anthropological Doctorates in the United States, 1891-1930” American Anthropologist 104 (2): 551-564
- Frachtenberg, Leo J. (1913). Coos texts. California University contributions to anthropology (Vol. 1). Nova York: Columbia University Press. (Reprinted 1969 New York: AMS Press).
- Frachtenberg, Leo J. (1914). Lower Umpqua texts and notes on the Kusan dialect. California University contributions to anthropology (Vol. 4, pp. 141–150). (Reprinted 1969, New York: AMS Press).
- Frachtenberg, Leo J. (1922). Coos: An illustrative sketch. In Handbook of American Indian languages (Vol. 2, pp. 297–299, 305). Bulletin, 40, pt. 2. Washington:Government Print Office (Smithsonian Institution, Bureau of American Ethnology).